# Draško Brguljan
Draško Brguljan (Kotor, 1984. december 27. –) világbajnoki- (2013) és Európa-bajnoki ezüstérmes (2012) montenegrói vízilabdázó. 2020 májusában a Vasas SC játékosa lett.

## Sikerei, díjai
- LEN-Európa-kupa-győztes[2]